# Katsutoshi Nekoda
Katsutoshi Nekoda (en japonès: 猫田 勝敏; transliteració: Nekoda Katsutoshi) (Hiroshima, Japó 1944 - id. 1983) fou un jugador de voleibol japonès, guanyador de tres medalles olímpiques.

## Biografia
Va néixer l'1 de febrer de 1944 a la ciutat japonesa d'Hiroshima, població situada a la prefectura del mateix nom de l'illa de Honshu, un any abans de l'atac nuclear sobre la ciutat.
Va morir el 4 de setembre de 1983 a la seva població natal a causa d'un càncer d'estómac.

## Carrera esportiva
Va participar, als 20 anys, als Jocs Olímpics d'Estiu de 1964 realitzats a Tòquio (Japó), on aconseguí guanyar la medalla de bronze amb el combinat japonès en la competició de voleibol masculina. En els Jocs Olímpics d'Estiu de 1968 celebrats a Ciutat de Mèxic (Mèxic) aconseguí guanyar la medalla de plata i en els Jocs Olímpics d'Estiu de 1972 realitzats a Múnic (Alemanya Occidental) aconseguí guanyar la medalla d'or, l'única vegada que aquest país ha obtingut la victòria en el torneig olímpic masculí. En els Jocs Olímpics d'Estiu de 1976 realitzats a Mont-real (Canadà) aconseguí finalitzar en quarta posició.
Es retirà de la competició el 1980. En el seu honor s'obrí a la ciutat d'Hiroshima el Gimnàs Nekoda.